# Анна Савойская
Анна Савойская, также Анна Палеолог (греч. Άννα της Σαβοϊας, Άννα Παλαιολογινα), урождённая Иоанна (1306 — 1359 год, Салоники, Византийская империя) — савойская принцесса, византийская императрица, супруга императора Андроника III Палеолога, мать и регент императора Иоанна V Палеолога.

## Происхождение
Происходила из Савойского дома. Была дочерью Амадея V Савойского и его второй жены Марии Брабантской, дочери Жана I Брабантского и Маргариты Фландрской.

## Биография
После смерти своего отца в 1323 году жила под опекой своего брата.

В 1325 году Андроник II Палеолог в результате гражданской войны был вынужден призвать своим соправителем своего внука, Андроника III Палеолога. После смерти первой жены Андроника III Ирины Брауншвейгской, умершей за несколько месяцев до коронации и не успевшей оставить наследников, предложение было сделано Анне Савойской. Одновременно с ним к ней сватался король Франции, однако её брат предпочёл выбрать византийский трон. В феврале 1326 года прибыла в Константинополь, сопровождаемая многочисленной и блестящей свитой женщин, рыцарей и оруженосцев. О её приезде Иоанн Кантакузин писал: 
Никогда до сих пор императрицы, прибывавшие в Романию из чужих стран, не являли столько великолепия
Однако в связи с развившейся болезнью невесты свадьба была отложена. В октябре 1326 года состоялось венчание, при этом невеста перешла в православие и сменила имя с Жанны на Анну. В мае 1328 года Андроник III заставил престарелого деда отречься от престола и принять постриг, став единовластным правителем Византии. До смерти своего мужа 15 июня 1341 года практически не вмешивалась в дела правления.

## Регентство
После смерти Андроника III возглавила регентский совет при своём малолетнем сыне императоре Иоанне V Палеологе. Вместе в ней регентом был назначен соратник Андроника III Иоанн Кантакузин. При дворе начались интриги и конфликт между сторонниками Иоанна Кантакузина и Анны Савойской. Основными сторонниками Анны Савойской выступали константинопольский патриарх Иоанн Калека и великий дука Алексей Апокавк. Уже через несколько дней в регентский совет был включён Иоанн Калека. Позже, воспользовавшись отсутствием Иоанна Кантакузина в столице, партия Анны организовала погром в Константинополе, в ходе которого было убито и арестовано множество сторонников Кантакузина, а их дома разграблены и конфискованы. Это привело к началу гражданской войны в Византии. 26 октября 1341 года в Дидимотике сторонники Кантакузина провозгласили его императором, а 9 ноября того же года состоялась коронация Иоанна V Палеолога, регентом при котором была объявлена Анна Савойская. Помимо неё в регентский совет вошёл Иоанн Калека. Однако несмотря на то что Иоанн Кантакузин провозгласил себя императором Иоанном VI, в своих грамотах, рассылаемых по стране, он никогда не ставил под сомнение императорский титул Иоанна V и право на регентство Анны Савойской, подчёркивая, что воюет против окружения императорской семьи, прежде всего против Алексея Апокавка, и упоминая в своих указах себя и свою супругу Ирину Асень исключительно после Иоанна V и Анны Савойской.
В ходе боевых действий стороны активно прибегали к помощи правителей соседних государств, которые воспользовались междоусобицей в Византии для собственного политического усиления и расширения своих владений. На начальном этапе войны сторонникам Иоанна V удалось добиться поддержки болгарского царя Ивана Александра, а Кантакузин заключил союз с сербским правителем Стефаном Душаном. Однако помощь от Ивана Александра оказалась крайне незначительной, а Стефан Душан вскоре вышел из союза с Кантакузиным и, формально перейдя на сторону Анны Савойской, фактически занимался расширением территории собственных владений за счёт Византийской империи. Позже Кантакузину удалось добиться значительной поддержки айдынского эмира Умура, а затем и османского эмира Орхана.
В то же время Анна пыталась получить поддержку в Западной Европе. Летом 1343 года её посланник в Авиньоне объявил о её лояльности к папе Клименту VI. В августе 1343 года Анна, пытаясь найти деньги для ведения войны, закладывает Венецианской республике драгоценности из императорской короны за 30 000 дукатов.
После нелепой смерти лидера сторонников Иоанна V Алексея Апокавка в 1345 году положение противников Кантакузина резко ухудшилось. 21 мая 1346 года в Адрианополе Иоанн Кантакузин был коронован иерусалимским патриархом. Одновременно собор преданных Кантакузину епископов, собравшийся в Адрианополе, низложил патриарха Иоанна Калеку. В то же время Анна заключила крайне неудачный для неё союз с эмиром Сарухана. Летом 1346 года Анна Савойская наняла у него 6-тысячный отряд для борьбы с Кантакузином. Но, найдя Фракию совершенно опустошённой, турки Сарухана не пожелали воевать с Кантакузином и ушли грабить Южную Болгарию. На обратном пути турки, подойдя к Константинополю, потребовали от Анны награды за свою «службу». Получив отказ, турки стёрли с лица земли пригороды столицы, вошли в соглашение с Кантакузином и ушли домой.
В июне 1346 года участник латинской коалиции генуэзец Симоно Виньози захватил Хиос. Направленный против него во главе флота итальянец Фоччолати вместо похода к Хиосу захватил генуэзское торговое судно и привёл его в Константинополь. Возмущенные генуэзцы Галаты перекрыли поставки продовольствия в столицу, и в городе начался голод. Анна пообещала генуэзцам выдать им Фоччолати на расправу. Фоччолати вступил в сговор с Кантакузином и в ночь на 3 февраля 1347 года открыл его войскам ворота Константинополя. За день до этого Анна Савойская низложила Иоанна Калеку и возвела вместо него на патриарший престол исхиата Исидора.
8 февраля 1347 года было подписано соглашение, согласно которому вся власть должна была в течение десяти лет оставаться в руках Кантакузина. Затем Иоанн V должен был стать равноправным соправителем Иоанна VI Кантакузина. Дочь Кантакузина Елена стала женой Иоанна V Палеолога. Объявлялась всеобщая амнистия, в то же время запрещалось требовать возмещения имущества, расхищенного или разрушенного в ходе войны. 13 мая 1347 года константинопольским патриархом была проведена новая коронация Кантакузина и его жены Ирины.

## Последние годы
В 1351 году Анна оставила Константинополь и поселилась в Салониках. Там она организовала двор, издавала указы от своего имени и даже чеканила монеты со своим изображением. Таким образом, Анна Савойская стала второй византийской императрицей, проживавшей в Салониках после Ирины Монферратской.
Она сделала крупное пожертвование в пользу монастыря «Святых Бессребреников» (греч. Άγιοι Ανάργυροι). Святыми бессребрениками называли Косму и Демьяна, помогающих неизлечимо больным. Этот факт может свидетельствовать о проблемах со здоровьем у Анны Савойской. Впоследствии она приняла постриг и умерла около 1359 года под именем сестры Анастасии.

## Византийский двор при Анне Савойской
Современники Анны отмечают, что императрица практически не изменила своих привычек, переехав в Константинополь. Так, она сохранила при себе маленький, чисто итальянский двор. Особым влиянием на неё пользовалась одна из соотечественниц по имени Изабелла. Женщина умная, образованная, она смогла добиться успеха не только у Анны и у императора, но и составить протекцию своим сыновьям. Особенным расположением императора пользовался один из них, по имени Арто. При Анне при дворце поселилось большое количество итальянцев. Вот что пишет по этому поводу Иоанн Кантакузин:
Всегда, у молодого императора было известное количество савойцев
Влияние их выросло настолько, что изменились при дворе даже нравы. В моду вошли рыцарские турниры, в которых стали принимать участие даже греки, а император Андроник III приобрёл в них особенную ловкость.
Несмотря на принятие Анной православия, искренность этого поступка у многих вызывала сомнение. Ей приписывали упорную приверженность к римским догматам, большое почитание папы. Кроме того, она поддерживала хорошие сношения с генуэзцами, поселившимися в Галате.

## Характер
Судить о характере Анны Савойской достаточно сложно, учитывая, что её описания оставили в истории исключительно её политические враги, у которых не было оснований отзываться о ней с положительной стороны.

Как бы то ни было, сохранились сведения, что Анна, по-видимому, была женщина довольно ограниченная, не очень умная, малообразованная, не способная на серьёзное размышление. При этом она была вспыльчива, резка, страстна, чрезвычайно ревнива, характера крайне мстительного, суеверна, верила в предсказания. Особенно подчёркивается её способность попадать под влияние льстецов и доверяться им, упрямство в злобе и жестокость к своим противникам. Григора пишет:
... в зверствах, в зрелищах крови находила она особую радость, несказанное удовольствие — вот в этом для сердца её было особое счастье.

## Дети
У Андроника III и Анны было четверо детей:
- Ирина Палеолог (1327 — после 1356), вышла замуж за Михаила IV Асена.
- Иоанн V Палеолог (18 июня 1332 — 16 февраля 1391) — византийский император.
- Михаил Палеолог (1337 — до 1370) — деспот.
- Мария Палеолог (ум. 6 августа 1384), вышла замуж за Франческо I Лесбоского.